# BSE SENSEX
É o principal índice da Bolsa de Valores de Bombaim. O índice é uma maneira de medir a performance das  30 principais empresas negociadas na BSE.
Inicialmente compilado em 1986, o índice é referido tanto no mercado local como internacional, bem como na mídia eletrônica. Desde setembro de 2003 êle é calculado por metodologia que permite a alteração das empresas componentes do índice (free-float market capitalization methodology) , idêntica a adotada por outras Bolsas mundiais.